# دی‌ال (الکل)

اتیلن گلیکول نمونه‌ای از یک دی ال ساده

رزورسینول

دی ال(به انگلیسی: Diol) به گونه‌ای از الکل‌ها گفته می‌شود که شامل دو گروه هیدروکسیل (—OH ) است.شناخته شده‌ترین نوع این ترکیبات شیمیایی در طبیعت شکرها و سلولز است.همچنین اتیلن گلیکول و بیسفنول آ از جمله مهم‌ترین ترکیبات صنعتی دی ال است.